# Michel Leeb
Pour les articles homonymes, voir Leeb.

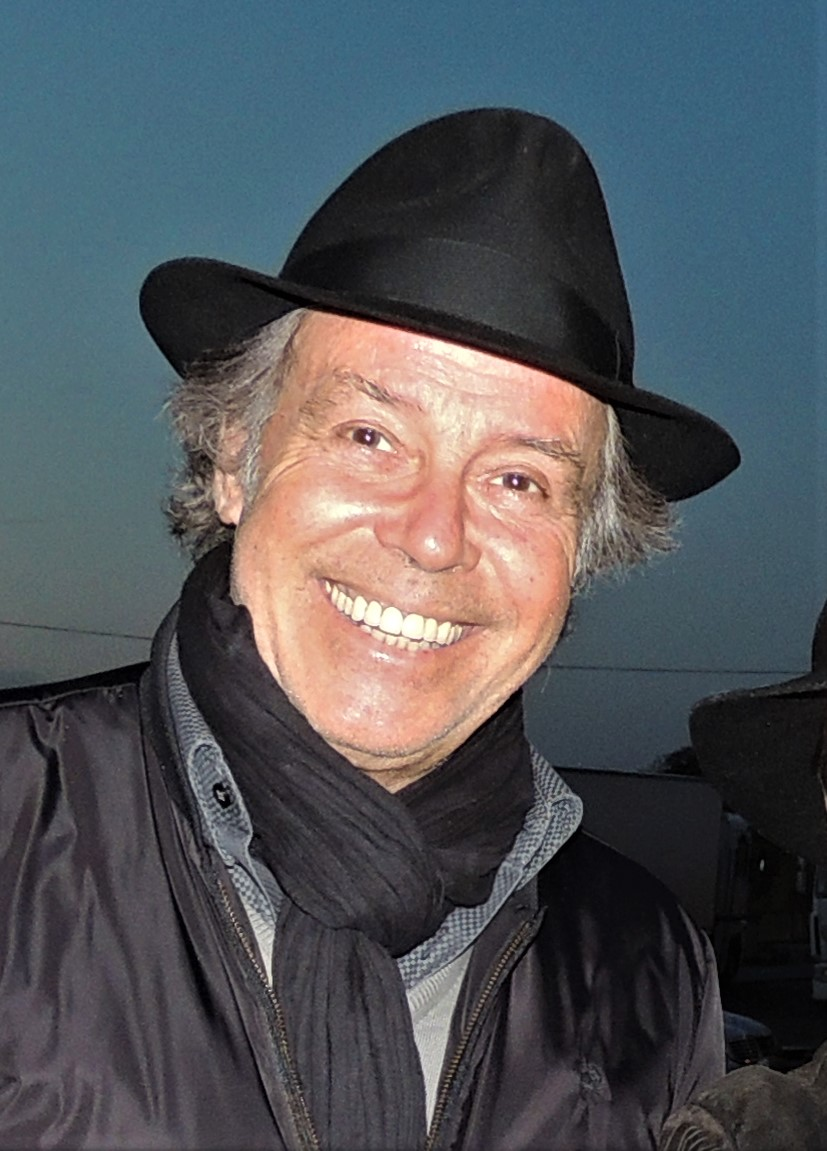
Michel Leeb en tournée pour "Hilarmonic Show".

Michel Leeb, né le 23 avril 1947 à Runderoth (Allemagne), est un humoriste, acteur et chanteur français.

## Biographie

### Débuts
Né à Runderoth en Allemagne, Michel Édouard Nicolas Leeb est le fils de Claude Leeb, ingénieur en métallurgie d'origine allemande, et de Mafalda Forno, mannequin, hôtesse et interprète d'origine italienne. Il a une sœur de deux ans sa cadette, Réjane (Réjane Lafont).
Au divorce de ses parents, habitant en région rouennaise, il est placé en pension chez les Jésuites au collège Saint-François-de-Sales à Évreux, puis il rejoint le collège-lycée Saint-Gabriel à Bagneux. C'est là que son répertoire de gags, d'imitations et de grimaces s'est constitué, pour le plus grand bonheur de ses camarades. Il y fait, sous la conduite de son professeur de français Pierre Gillet qui a su déceler ses talents, ses premiers pas dans la scénographie. En effet, il joue à l'église Sainte-Monique de Bagneux et à l'église de Sceaux la première d'une Passion du Christ écrite par celui-ci dans le sillage de Paul Claudel. Puis il entame, en Sorbonne, une maîtrise de philosophie, matière qu'il enseigne, en 1970, pendant un an et demi, au cours Florian à Bourg-la-Reine avant de se lancer définitivement dans une carrière d'humoriste. Cette expérience de professeur lui a permis de pratiquer davantage ses talents d'imitateur, en prenant divers accents étrangers pendant les cours, selon la provenance du philosophe étudié.

### Carrière

#### Humoriste

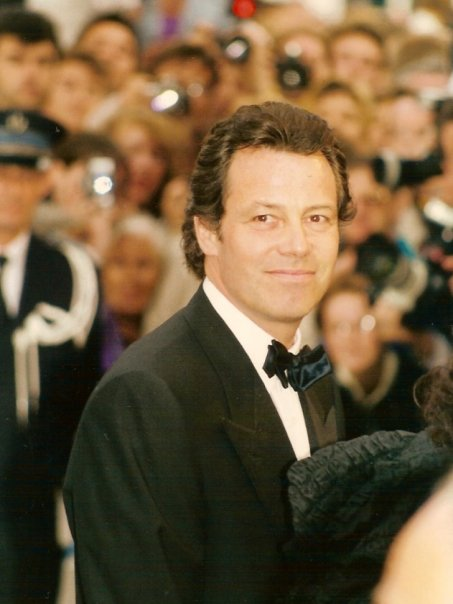
Michel Leeb au festival de Cannes 1994.

Michel Leeb est connu du grand public pour ses imitations. Ses caricatures de personnages-type, comme « le Chinois », « le Suisse », « l'Africain », ainsi que de personnalités aussi variées que Jean Gabin, Gérard Depardieu, Édouard Balladur ou Julio Iglesias, lui valent sa renommée au début des années 1980,.
Toutefois sa carrière a démarré dès les années 1970, après son professorat de philosophie, avec son imitation de Jerry Lewis (dans la reprise de son sketch "The typewriter" (1963, tiré du film "Un chef de rayon explosif")), La machine à écrire (1974). À la suite de quoi, Charles Aznavour le contacte pour lancer sa carrière. Néanmoins, sa toute première « apparition » à la télévision fut décevante pour lui : il était programmé par Guy Lux entre Johnny Hallyday et Michel Sardou, mais il fut oublié. Reconnaissant son erreur, Guy Lux lui proposa une programmation la semaine suivante[réf. souhaitée].
On le retrouve également dans un spot publicitaire fort remarqué pour une marque d'insecticide de Bayer AG, le Baygon jaune pour les insectes qui font bzzz-bzzz, le Baygon vert pour ceux qui font crrr-crrr.
En 1984, Michel Leeb effectue une première prestation à l'Olympia, où le succès remporté lui permet de revenir six mois plus tard sur la même scène pour les fêtes de fin d'année. Sa popularité se confirme, en 1985, par son émission trimestrielle Certain Leeb Show, qui bat cette même année les records d’audience du samedi soir sur Antenne 2. En 1994, il reçoit le grand prix de l'humour 1994 décerné par la SACEM pour un spectacle solo qui sera vu par plus de cent mille spectateurs au Casino de Paris du 29 septembre au 1er janvier 1995.
À partir de 1995, sa carrière d'humoriste s'exporte à l'international, surtout après sa prestation au spectacle donné à l'ONU à l'occasion du cinquantième anniversaire de cette institution. En 2000, il se produit de nouveau à l'Olympia dans un nouveau spectacle où se mêlent imitations, sketchs, bruitages et interprétations musicales, ce spectacle est prolongé par des représentations au Casino de Paris, puis par une tournée à travers la France jusqu'en 2001.
Michel Leeb est membre de l'Académie Alphonse-Allais.

#### Acteur
Après avoir racheté les droits d'auteur de Madame Doubtfire, son adaptation théâtrale — dirigée par Albert Algoud — lui permet d'incarner un mari divorcé qui se voit obligé de se travestir en gouvernante afin de continuer à voir ses enfants. Cette adaptation sur la scène du Théâtre de Paris sera acclamée par le public. La sortie VHS de Madame Doubtfire, en août 2004, sera, en revanche, relativement discrète. Il fut également à l'affiche de Douze Hommes en colère de Reginald Rose.

#### Chanteur
Michel Leeb s'est aussi illustré en tant que chanteur avec le Count Basie Orchestra. Il poursuit son aventure dans le monde du jazz en se produisant avec le Big Band Brass dirigé par Dominique Rieux.

### Chef d'orchestre
Gaucher, il dirige un orchestre de la main gauche, affirmant être le seul au monde à le faire, bien que d'autres chefs le fassent également, comme Raphaël Pichon, Donald Runnicles ou Paavo Berglund.

### Vie privée
Le 17 juin 2000, Michel Leeb épouse la journaliste Béatrice Malicet. Ils ont trois enfants : 
- Fanny, née le 9 juin 1986, compositrice et interprète ;
- Elsa, née le 22 février 1988, actrice[10] ;
- Tom, né le 21 mars 1990, comédien[2] et chanteur.

## Controverses

### Accusations de racisme
Certains de ses sketchs sont dénoncés, a posteriori, comme véhiculant des clichés racistes. Des universitaires, tels Yann Le Bihan ou Yvan Gastaut, reprocheront à Michel Leeb d'associer l'image de l'Africain avec celle du singe,,. Ses sketches sont régulièrement cités comme exemples de comique raciste. Dans un ouvrage intitulé Noirs de France, Rama Yade écrit en 2008 : 

« En jouant avec l’inconscient collectif de son public, Michel Leeb, grimé en noir et les lèvres rougies, a construit toute sa carrière d’humoriste sur ces clichés, notamment le supposé accent africain présenté comme la manifestation d’un handicap intellectuel, sans que, pendant longtemps, personne ne s’en étonne. On entend quelquefois dire que ces sketches ne sont pas racistes et que, décidément, on ne peut plus rire de rien. Pour savoir si les sketches de Michel Leeb sont drôles ou racistes, il suffirait d’imaginer, un instant, que son public soit entièrement noir… »

En 2017, la politologue Françoise Vergès estime qu'avec son sketch L'Africain, Michel Leeb « révèle la même ignorance crasse que ces Français qui pensent que les Africains parlent africain et ont le même accent alors que le continent compte 54 pays et des milliers de langues ». En 2020, le quotidien 20 Minutes dépeint un sketch où l'« Africain est présenté comme cannibale, avec des attitudes simiesques et d’énormes narines ». « Les années 1980, c’était à peine 20 ans après la décolonisation, on était encore dans ces imaginaires. Les gens qui faisaient les médias avaient vécu la période coloniale. Michel Leeb a aussi fait des sketchs sur les personnes asiatiques qui sont tout aussi infamants (comme celui du "touriste chinois") », estime la militante Rokhaya Diallo dans le même article.

### Accusations de plagiat
En 2017, plusieurs de ses sketchs ont été pointés du doigt pour leur forte ressemblance avec ceux d'autres humoristes, notamment La Ponctuation, La Machine à écrire, La Musique virtuelle ou encore Hilarmonic Show. Accusé d'avoir plagié des spectacles de Victor Borge, Lee Evans, Danny Kaye et Jerry Lewis, il s'est défendu en expliquant s'en être seulement inspiré. D'autres humoristes français, tels Tomer Sisley, Gad Elmaleh, Jamel Debbouze, Malik Bentalha ou encore Arthur, ont fait l'objet du même type d'accusations en 2017.

## Filmographie

### Comme acteur

#### Cinéma
- 1975 : Godefinger ou certaines chattes n'aiment pas le mou de Jean-Pierre Fougea
- 1976 : La Grande Récré de Claude Pierson
- 1977 : L'Hercule à deux faces : Pif
- 1977 : Drôles de zèbres de Guy Lux : le laveur de carreaux
- 1983 : On l'appelle catastrophe de Richard Balducci : Antoine Malibran
- 1984 : Le Fou du roi d'Yvan Chiffre : Dieudonné
- 1992 : Le Visionarium (From Time to Time) de Jeff Blyth : Timekeeper (voix française)
- 1992 : Les Amies de ma femme : Albert Jollin
- 2004 : Le Genre humain - 1re partie: Les Parisiens : Michaël Gorkini
- 2005 : Le Courage d'aimer : Michel Gorkini
- 2005 : La Véritable Histoire du Petit Chaperon rouge (Hoodwinked) : le loup (voix française)
- 2017 : Chacun sa vie de Claude Lelouch : François Pinata
- 2017 : Daddy Cool de Maxime Govare : Maurice, le père d'Adrien

#### Télévision
- 1987 : Le Tombeur (téléfilm) : Michel Vignon. Le tombeur est le nouveau nom donné à la pièce La Brune que voilà de Robert Lamoureux pour cette adaptation télévisuelle.
- 1990 : Pas une seconde à perdre (téléfilm)
- 1994 : L'Homme de mes rêves (téléfilm) : François Delaunay / Jean Lemarquis
- 1999 : Le Monde à l'envers (téléfilm) : Pierre
- 2001 : Le Secret d'Alice (téléfilm) : Pierre
- 2001-2003 : Fred et son orchestre (série télévisée) : Fred Marsac
- 2012 : La Guerre du Royal Palace de Claude-Michel Rome (téléfilm) : François Verdier
- 2014 : Le Chapeau de Mitterrand de Robin Davis (téléfilm) : Bernard Lavallière

### Comme réalisateur et scénariste
- 1973 : L'Amour c'est du papier

## Théâtre
- 1986 : Le Tombeur, nom d'origine de la pièce La Brune que voilà de Robert Lamoureux, mise en scène Jean-Luc Moreau, théâtre de la Porte-Saint-Martin, théâtre des Variétés. Le tombeur est le nouveau nom donné à la pièce La Brune que voilà de Robert Lamoureux pour cette reprise.
- 1988 : Ténor de Ken Ludwig (en), mise en scène Jean-Luc Moreau, théâtre de la Porte-Saint-Martin
- 1990 : Trois partout de Ray Cooney et Tony Hilton, adaptation Jean Poiret, mise en scène Pierre Mondy, théâtre des Variétés
- 1992 : Je ne suis pas un homme facile de Neil Simon, mise en scène Jean-Luc Moreau, théâtre Marigny
- 1997 : Douze hommes en colère de Reginald Rose, mise en scène Stéphan Meldegg, théâtre Marigny
- 2003 : Madame Doubtfire, mise en scène de Daniel Roussel, adaptation d'Albert Algoud, théâtre de Paris
- 2004 : Qu'est-ce que sexe ? d'après la pièce Talking Cock (en) de Richard Herring (en), mise en scène Gérard Moulevrier, théâtre Fontaine
- 2005 : Amitiés sincères
- 2008 : Parle-moi d'amour ! de Philippe Claudel, mise en scène Michel Fagadau, Comédie des Champs-Élysées
- 2009 : Douze hommes en colère de Reginald Rose, mise en scène Stéphan Meldegg, théâtre de Paris
- 2010 : Hilarmonic Show de Michel Leeb, théâtre Marigny
- 2011 : Hilarmonic Show de Michel Leeb, théâtre Comedia
- 2012 - 2013 : Un drôle de père de Bernard Slade, mise en scène Jean-Luc Moreau, théâtre Montparnasse
- 2014 : Le Tombeur, nom d'origine de la pièce La Brune que voilà de Robert Lamoureux, mise en scène Jean-Luc Moreau, théâtre des Nouveautés
- 2015 : Le Tombeur, nom d'origine de la pièce La Brune que voilà de Robert Lamoureux, mise en scène Jean-Luc Moreau, théâtre des Nouveautés
- 2018 : Inavouable de Éric Assous, mise en scène Jean-Luc Moreau, La Coupole-Cité Internationale
- 2019 : Compromis de Philippe Claudel, mise en scène Bernard Murat, théâtre des Nouveautés
- 2021 : Inavouable de Éric Assous, mise en scène Jean-Luc Moreau, Comédie des Champs-Élysées
- 2022 : Les Pigeons de Michel Leeb, mise en scène Jean-Louis Benoît, théâtre Edouard VII puis théâtre des Nouveautés en 2023 et en tournée : Bernard.
- 2024 : Parle-moi d'amour de Philippe Claudel, mise en scène Nicolas Briançon, théâtre de la Michodière

### One man show
- 1984 : Olympia
- 2004 : Qu'est-ce que sexe ?
- 2006 : Tout ce que j'aime
- 2007-2008 : 40 ans!
- 2010 : Hilarmonic show

## Discographie
- 1978 : Les Calendriers
- 1980 : Mes chicots rock
- 1982 : Safari Nana
- 1983 : Erreur Sur La Personne
- 1985 : I Want You
- 1986 : Le Tombeur
- 1987 : Les 6 Numéros
- 2002 : Bon Basie de Paris (avec The Count Basie Orchestra, 11 titres)
- 2014 : Repères

## Publications
- 1984 : La Valise en croco
- 1992 : Le meilleur de l'humour français
- 1996 : Je ris de me voir si Leeb en ce miroir
- 1999 : Histoires de rire
- 2001 : Anthologie des fables de La Fontaine (choisies et lues par Michel Leeb, livre + CD)

## Distinctions

### Décorations
- Chevalier de la Légion d'honneur (2009)[18].
- Chevalier de l'ordre des Arts et des Lettres (2018)[19].